# 제25회 세계 스카우트 잼버리
제25회 세계 스카우트 잼버리(영어: 25th World Scout Jamboree)는 2023년 8월 1일부터 12일까지 대한민국 전북특별자치도  부안군 하서면에서 열린 세계 스카우트 잼버리이다. 해당 지역은 동진강 이남에 속하는 관광레저단지이다.
2017년 8월 17일, 개최지가 새만금으로 확정되었다. 이것은 강원도(현 강원특별자치도) 고성군에서 열렸던 제17회 세계 스카우트 잼버리의 뒤를 이어서 대한민국에서 열리는 2번째 세계 스카우트 잼버리이다.

## 유치자
2012년 3월 전라북도지사 김완주(민주당 소속)가 최초로 기획했다. 당시 전라북도는 ‘한국잼버리 겸 국제패트롤잼버리'대회 유치위원회’를 구성하는 등 2013년 8월 1일에는 ‘2013 새만금 국제 청소년 야영대회'를 개최해 세계대회 의지를 대내외에 알렸다. 2012년 4월 27일 김완주는 집무실에서 한국스카우트연맹 관계자들에게 "세계 잼버리에 필요한 350만평 부지를 제공할 수 있는 유일한 지역인 새만금에서 잼버리가 개최될 수 있도록 협조해달라"고 요청했다. 김완주는 직접 해외 출장길에 오르며 2021년 월드마스터게임과 2023년 세계 잼버리대회를 유치에 공들였다.
2014년 송하진 전라북도지사 체제로 들어서면서 새만금세계잼버리대회란 명칭이 공공연히 나오기 시작하였고, 2015년 9월 22일 ’2023 세계잼버리‘ 대한민국 내 후보지로 전라북도의 새만금이 선정됐다. 이어 2016년 송하진은 당시 박근혜 대통령 초청 '청와대 간담회'에서 세계잼버리대회 전북유치를 위해 중앙 정부가 차원 발 벗고 나서 줄 것을 호소하면서 국내외에 본격 알려지기 시작했다. 전라북도와 지역 정치권은 "'미래의 땅 새만금'에 전 세계 청소년들이 모이면 전북과 새만금이 널리 알려질 수 있고, 이로 인한 큰 경제유발 효과가 있을 것"으로 홍보해, 문재인 정부에 들어서 ‘2023 세계잼버리대회 새만금 유치단’ 출정과 범정부 차원의 지원 약속 등에 힘입어 2017년 8월 17일 아제르바이잔 바쿠에서 열린 '세계스카우트연맹 총회'에서 ‘2023 세계잼버리 전북 새만금 유치’가 결정됐다.
송하진의 전라북도정은 “사회간접자본(SOC) 구축 등 새만금 내부 개발에 박차를 가할 명분”으로 보고, 2018년 새만금 간척지를 잼버리 후보지로 결정하게 되었다.

## 과정 프로그램
- 영지프로그램은 부시크래프트, 뗏목 만들기, 클라이밍, 드론조작, VR/AR체험, 태권도, 숲밧줄놀이, 화랑어워드, 카누/카약 등이 있다.

- 영외 지역연계 프로그램은 전주 한옥마을, 덕진공원, 익산 보석테마관광지, 새만금홍보관, 부안 변산반도, 진안 마이산, 군산 근대문화도시, 무주 국립태권도원, 완주 삼례문화예술촌, 정읍 내장산 국립공원, 고창읍성, 선운사, 순창 강천산 군립공원, 임실 치즈테마파크, 장주 승마레저파크, 남원 광한루원 등이 있다.

- 영외 관광명소 프로그램은 전라북도 뿐만 아니라, 대한민국 전역에 주요 관광지나 문화행사를 즐길 수 있다.

## 논란

### 열악한 환경
그늘이 없는 간척지에 폭염까지 거세지면서 2023년 8월 1일부터 3일까지 108명의 온열질환 환자가 발생했다. 화장실과 샤워실의 시설이 열악하고 전기도 잘 들어오지 않으며 해충(청딱지개미반날개 등) 피해도 계속되자 참가자들이 SNS에서 불만을 표출하기도 했다. 비판 여론에 잼버리 조직위가 취재를 막았다는 사실이 밝혀졌다.

### 개최지 선정
전라북도 무주군의 태권도원이나 구천동 야영장이 잼버리 개최 부지로 검토되었지만, 새만금 홍보를 위해 환경이 열악한 새만금으로 결정되었다고 한다.

### 정부 관련
폭염으로 지친 참가자들에게 윤석열 대통령이 입장할 때 큰 박수를 요구하고 개영식이 대통령실에 의해 강행되었다는 논란이 있었다. 뉴스토마토 여론조사에서 60%의 응답자가 잼버리 파행의 책임이 윤석열 정부에게 있다고 답했다.

### K-pop 공연
프랑스의 AFP통신은 서울에서 열린 K-pop 콘서트를 강도 높게 비판했다. 로이터통신 역시“한국에서 열린 폭염, 비위생적 환경에 대한 문제 제기, 대피로 얼룩진 세계 스카우트 잼버리 대회가 K팝 콘서트와 사과로 끝났다”고 언급했으며, 영국 가디언지는 한국 지자체와 기업이 후원하는 K-pop 댄스 레슨과 전통 떡 만들기 등 견학과 축제가 포함된 잼버리로 변모했다고 전했다. 한편 정이삭은 본인의 SNS에 "국가가 K팝을 소유하는 것은 전체주의 사고"라고 해당 공연을 비판했다.

## 개영식, 폐영식
- 개영식은 새만금 야영장에서 열렸다.
- 폐영식은 서울월드컵경기장에서 열렸으며, 폐영식 이후 K-POP SUPER LIVE를 진행했다.

## 같이 보기
- 제17회 세계 스카우트 잼버리: 1991년 대한민국 강원도 고성군 설악산 개최
- 제26회 세계 스카우트 잼버리: 2027년 폴란드 그단스크에서 열릴 예정인 다음 대회